# Stanley Matthews
Sir Stanley Matthews (ur. 1 lutego 1915 w Hanley, zm. 23 lutego 2000) – angielski piłkarz, prawoskrzydłowy. Pierwszy zdobywca Złotej Piłki tygodnika „France Football”.
Jeden z największych fenomenów światowego futbolu, podziwiany za elegancki i skuteczny styl gry (obdarzono go przydomkiem The Wizard of the Dribble – czarodziej dryblingu), ale także za piłkarską długowieczność – pierwszy zawodowy kontrakt (ze Stoke City) podpisał w 1932, a profesjonalną karierę skończył w 1965, już po 50 urodzinach. Poza Stoke, którego barw bronił w latach 1932–1947 oraz 1961 – 1965, grał także w Blackpool F.C., gdzie stworzył niezapomniany duet ze Stanem Mortensenem – wspólnie zdobyli Puchar Anglii w 1953. W spotkaniu finałowym Mortensen strzelił 3 bramki, a Matthews rozegrał jeden z najlepszych meczów w karierze. W 1948 został piłkarzem roku w Anglii w premierowym plebiscycie zorganizowanym przez dziennikarzy piszących o piłce (kolejny raz zdobył ten tytuł 15 lat później).
W reprezentacji debiutował w meczu z Walią w 1934, ostatni raz zagrał w 1957. Łącznie zagrał w 54 meczach i strzelił 11 bramek. Brał udział w dwóch turniejach finałowych piłkarskich mistrzostw świata (1950, 1954), jednak oba starty zakończyły się klęską Anglików.
Za swoje boiskowe osiągnięcia został w 1965 uhonorowany tytułem szlacheckim.